# Третьяковское сельское поселение (Смоленская область)
Третьяко́вское се́льское поселе́ние — муниципальное образование в составе Духовщинского района Смоленской области России. Административный центр — деревня Третьяково.

## История
Образовано Законом Смоленской области от 2 декабря 2004 года.
Законом Смоленской области от 20 декабря 2018 года было упразднено Бабинское сельское поселение и все его населённые пункты были включены в Третьяковское сельское поселение.
Главой поселения и Главой администрации является Иванков Александр Николаевич.

## Географические данные
- Общая площадь: 258,2 км²
- Расположение: юго-восточная часть Духовщинского района
- Граничит:
  - на северо-востоке — с Пречистенским сельским поселением
  - на востоке — с Ярцевским районом
  - на юге — с Бабинским сельским поселением
  - на юго-западе — с Духовщинским городским поселением
  - на западе — с Булгаковским сельским поселением
  - на северо-западе — с Береснёвским сельским поселением
- По территории поселения проходит автомобильная дорога Р136 Смоленск — Нелидово и автодорога Духовщина — Ярцево.
- Крупные реки: Царевич.

## Население
| 2011 | 2012 | 2013  | 2014  | 2015 | 2016 | 2017 |
| ---- | ---- | ----- | ----- | ---- | ---- | ---- |
| 909  | ↘882 | ↗906  | ↘901  | ↗902 | ↗915 | ↘904 |
| 2018 | 2019 | 2020  | 2021  |      |      |      |
| ↘880 | ↘860 | ↗1647 | ↘1608 |      |      |      |

Общая численность населения — 1140 человек.

## Населённые пункты
В состав поселения входят 56 населённых пунктов:
| №  | Населённый пункт | Тип     | Население |
| -- | ---------------- | ------- | --------- |
| 1  | Андроново        | деревня | 43        |
| 2  | Ануфриево        | деревня | 99        |
| 3  | Афанасьево       | деревня | 24        |
| 4  | Бабино           | деревня | 312       |
| 5  | Бараново         | деревня | 0         |
| 6  | Бельково-Гринево | деревня | 1         |
| 7  | Болтнево         | деревня | 3         |
| 8  | Борщево          | деревня | 5         |
| 9  | Ботино           | деревня | 3         |
| 10 | Буянцево         | деревня | 0         |
| 11 | Воронино         | деревня | 2         |
| 12 | Ворпец           | деревня | 0         |
| 13 | Гаврилово        | деревня | 0         |
| 14 | Голочево         | деревня | 1         |
| 15 | Горенка          | деревня | 1         |
| 16 | Гришково         | деревня | 6         |
| 17 | Грязнаки         | деревня | 4         |
| 18 | Жатомля          | деревня | 5         |
| 19 | Жданово          | деревня | 23        |
| 20 | Залужье          | деревня | 4         |
| 21 | Замощье          | деревня | 7         |
| 22 | Зуево            | деревня | 13        |
| 23 | Кеново           | деревня | 11        |
| 24 | Клепики          | деревня | 12        |
| 25 | Кобылино         | деревня | 2         |
| 26 | Колотовино       | деревня | 5         |
| 27 | Комарово         | деревня | 0         |
| 28 | Леошково         | деревня | 0         |
| 29 | Локтево          | деревня | 13        |
| 30 | Мышегребово      | деревня | 0         |
| 31 | Никоново         | деревня | 0         |
| 32 | Ново-Никольское  | деревня | 4         |
| 33 | Ново-Никольское  | деревня | 0         |
| 34 | Новосёлки        | деревня | 3         |
| 35 | Орлово           | деревня | 13        |
| 36 | Песнево          | деревня | 3         |
| 37 | Петрищево        | деревня | 176       |
| 38 | Плющево          | деревня | 0         |
| 39 | Починок          | деревня | 3         |
| 40 | Прелево          | деревня | 7         |
| 41 | Прихабы          | деревня | 0         |
| 42 | Савино           | деревня | 175       |
| 43 | Сигеево          | деревня | 2         |
| 44 | Спас-Углы        | деревня | 114       |
| 45 | Судники          | деревня | 26        |
| 46 | Тетевино         | деревня | 0         |
| 47 | Тикуны           | деревня | 2         |
| 48 | Титово           | деревня | 1         |
| 49 | Толстики         | деревня | 4         |
| 50 | Третьяково       | деревня | 391       |
| 51 | Троицкое         | деревня | 239       |
| 52 | Турье            | деревня | 4         |
| 53 | Фалисы           | деревня | 17        |
| 54 | Фомино           | деревня | 28        |
| 55 | Фролово          | деревня | 26        |
| 56 | Чижево           | деревня | 4         |